# そうま竜也
そうま 竜也（そうま たつや）は、日本の漫画家、イラストレーター。旧ペンネームはL.ライム。
2000年代後半から一時期筆を折っていた。「のろりそ」名義で同人活動を行っている。

## 単行本リスト
1. 『スペシャルBOYS』 （少年画報社〈ヒットコミックス〉、1990年10月1日、ISBN 4-7859-1255-3）
  - 『スペシャルBOYS』 （ワニマガジン社〈アクションカメラコミックス〉、1993年12月1日、ISBN 4-89829-030-2）
2. 『たおせ カラオケ番町!! そうま竜也作品集』 （バンダイ〈Pure cyber comix series〉、1992年3月10日、ISBN 4-89189-173-4）
3. 『それいけ!!ちゃんぽん』 （ワニマガジン社〈ワニマガジンコミックス〉）
  1. PART1 1993年8月1日、ISBN 4-89829-131-7
  2. PART2 1994年3月1日、ISBN 4-89829-145-7
4. 『キャッ党忍伝てやんでえ そうま竜也作品集』 （角川書店〈Media comix〉、1994年6月1日発売[1]、ISBN 4-07-301180-4）
5. 『ネコた～ぼ16V』 （1996年4月10日発売[2]、メディアワークス〈電撃コミックスEX〉、ISBN 4-07-304310-2）
6. 『GUNばれ!ゲーム天国』 （原作：JALECO、脚本作画：そうま竜也、メディアワークス〈電撃コミックスEX〉、全2巻）
  1. 1998年11月25日（1998年11月10日発売[3]）、ISBN 4-07-310031-9
  2. 2000年4月25日（2000年4月10日発売[4]）、ISBN 4-8402-1384-4
7. 『トップをねらえ! NeXT GENERATION』 （メディアワークス〈電撃コミックス〉、原作：GAINAX・渡辺満里夫兄弟、漫画：そうま竜也、上下巻）
  - 上 2007年3月27日発売[5]、ISBN 4-8402-3782-4
  - 下 2007年3月27日発売[6]、ISBN 4-8402-3830-8

### オムニバス
1. 『コミック・ガンバスター』 （バンダイ、1989年8月発売、ISBN 4-89189-031-2）

### 成年向け
1. 『多門前地獄牢人』 （1988年7月、白夜書房、ISBN 4-89367-115-4） ※L.ライム名義
2. 『タヌプリちゃん #1』 （2003年9月20日発行[7]、茜新社〈TENMA COMICS〉、ISBN 4-87182-604-X）
3. 『コス☆プレイガール岩川さん タヌプリちゃん #2』 （2004年7月15日発行[8]、茜新社〈TENMA COMICS〉、ISBN 4-87182-675-9）
4. 『もっちゃん』 （2010年7月23日発売[9]、茜新社〈TENMACOMICS LO #90〉、ISBN 978-4-86349-169-4）

## 小説イラスト
1. 『機動警察パトレイバー 倒せ!辻斬りレイバー』（1989年2月発行、作：竹田明、バンダイ出版〈バンダイ文庫ゲームブックシリーズ〉、ISBN 4-89189-003-7） ※ゲームブック作品
2. 『鉄甲巨兵 SOME-LINE』 （作：吉岡平、富士見書房〈富士見ファンタジア文庫〉）
  1. 1989年11月15日発売[10]、ISBN 4-8291-2339-7
  2. 1990年4月17日発売[11]、ISBN 4-8291-2357-5
  3. 1990年12月17日発売[12]、ISBN 4-8291-2386-9
  4. 1991年8月19日発売[13]、ISBN 4-8291-2407-5

  - 『巨人たちの挽歌 鉄甲巨兵SOME-LINE SPECIAL』 1993年4月13日発売[14]、ISBN 4-8291-2493-8
3. 『甲竜伝説ヴィルガスト』 （作：あかほりさとる、1992年10月30日発売号よりドラゴンマガジン誌に掲載。文庫に際しイラスト変更されたため、雑誌時のみ。）
4. 『裏山の宇宙船』 （作：笹本祐一、朝日ソノラマ〈ソノラマ文庫〉）
  - 前編 1994年8月発売、ISBN 4-257-76689-1
  - 後編 1994年12月発売、ISBN 4-257-76707-3
5. 『ミリー・ザ・ボンバー』 （青心社、作：都築由浩）
  1. 『発進!!宇宙（あま）かける爆弾娘』 （1996年5月発売[15]、ISBN 4-87892-089-0）
  2. 『暴走!!弾丸レース危機いっぱい』 （1996年10月発売[15]、ISBN 4-87892-102-1）
  3. 『絶叫!!ぱにっく・イン・宇宙水族館（アクアリウム）』 （2001年2月発売[15]、ISBN 4-87892-120-X）

## CD
1. 『それいけ!!ちゃんぽん -大江戸純情ラブ・パック-』 （1993年6月21日、バンダイ・ミュージックエンタテイメント、APCM-5014）
2. 『くるくるトライアングル』 （1994年5月25日、バンダイ・ミュージックエンタテイメント、TDCD-1033）

## デザイン

### 漫画
1. 『小娘オーバードライブ』 （1996年） - 原作：笹本祐一、作画：むっちりむうにい、作画協力：そうま竜也

### アニメ
1. 『聖少女艦隊バージンフリート』 （1998年） - メカデザイン

### ゲーム
1. 『ゲーム天国』（1995年11月1日発売） - キャラクターデザイン

### 映画
1. 『劇場版ポケットモンスター ミュウツーの逆襲』 （1998年） - デザイン協力
2. 『劇場版ポケットモンスター 幻のポケモン ルギア爆誕』 （1999年） - デザインワークス

## 主な掲載誌
- 『サイバーコミックス』 2, 3, 4, 6, 8, 9, 11, 44, 47号